# Quinchamalium tarapacanum
Quinchamalium tarapacanum är en tvåhjärtbladig växtart som beskrevs av Rodolfo Amando Philippi. Quinchamalium tarapacanum ingår i släktet Quinchamalium och familjen Schoepfiaceae. Inga underarter finns listade i Catalogue of Life.